# Warud
Warud è una città dell'India di 41.005 abitanti, situata nel distretto di Amravati, nello stato federato del Maharashtra. In base al numero di abitanti la città rientra nella classe III (da 20.000 a 49.999 persone).

## Geografia fisica
La città è situata a 21° 28' 44 N e 78° 15' 41 E.

## Società

### Evoluzione demografica
Al censimento del 2001 la popolazione di Warud assommava a 41.005 persone, delle quali 20.945 maschi e 20.060 femmine. I bambini di età inferiore o uguale ai sei anni assommavano a 4.967, dei quali 2.623 maschi e 2.344 femmine. Infine, coloro che erano in grado di saper almeno leggere e scrivere erano 31.532, dei quali 16.786 maschi e 14.746 femmine.